# Niendorf/ Stecknitz
Niendorf/ Stecknitz (oppure Niendorf a.d.St.) è un comune di 605 abitanti dello Schleswig-Holstein, in Germania.
Appartiene al circondario (Kreis) del Ducato di Lauenburg (targa RZ) ed è parte della comunità amministrativa (Amt) di Breitenfelde.